# Sever (Moimenta da Beira)
Sever ist eine Gemeinde (Freguesia) im portugiesischen Kreis Moimenta da Beira. In ihr leben 514 Einwohner (Stand 19. April 2021).